# برونو مايسنر
برونو مايسنر (بالألمانية: Bruno Meissner)‏ هو مؤرخ قانوني ‏ ألماني، ولد في 25 أبريل 1868 في غروجونتس في بولندا، وتوفي في 13 مارس 1947 في Zeuthen ‏ في ألمانيا.